# Corallo (colore)
Corallo è un colore che rappresenta una larga gamma di gradazioni del corallo. Il colore complementare del corallo è il turchese.

## Corallo
Il corallo, mostrato a destra, è un arancione chiaro. La prima volta che è stato usato il termine per indicare questo colore è stato nel 1513.

## Corallo chiaro
A destra è mostrato il color corallo chiaro.

## Corallo rosa
Il color corallo rosa mostrato a destra, è un arancione tendente al rosa. È il colore più comune fra i coralli. La prima volta che è stato usato il termine per indicare questo colore è stato nel 1892.

## Corallo rosso
A destra è mostrato il color corallo rosso. È un colore molto utilizzato nella gioielleria. Nella maggior parte dei casi però si tratta di pigmenti estratti dalle mangrovie, anziché dai coralli veri, che sono diventati specie protetta.

## Confronto dei corallo
- Corallo rosa   (Hex: #F88379) (RGB: 248, 132, 121)
- Corallo chiaro (Hex: #F08080) (RGB: 240, 128, 128)
- Corallo (Hex: #FF7F50) (RGB: 255, 127, 80)
- Corallo rosso (Hex: #FF4040) (RGB: 255, 64, 64)

## Il corallo nella cultura
- Il corallo e il corallo rosa sono colori molto utilizzati nel design di interni per creare un'atmosfera calma e rilassante negli ambienti.
- In alcune sette induiste, il corallo rosso invece del rosso è mostrato essere il colore che rappresenta il primo chakra della filosofia induista.
- Rosso corallo è una canzone del 1977 cantata da Luigi Grechi e composta dal fratello Francesco De Gregori.
- Rosso Corallo è una canzone del 2023 cantata da Annalisa e composta da Davide Simonetta